# Refuge faunique national Okefenokee
Le refuge faunique national d'Okefenokee s'étend sur 1 627 km 2 dans les comtés de Charlton, Ware et Clinch en Géorgie et dans le comté de Baker en Floride, aux États-Unis. Le refuge est administré à partir des bureaux de Folkston, en Géorgie. Le refuge a été créé en 1937 pour protéger une majorité des 1772 km² des marais d'Okefenokee,. Le nom « Okefenokee » est un mot amérindien qui signifie «terre tremblante».

## Description
Près de 400 000 personnes visitent le refuge chaque année, ce qui en fait le 16e refuge le plus visité du National Wildlife Refuge System. C'est le plus grand en superficie de tous ceux situés à l'Est du pays. En 1999, l'impact économique du tourisme dans les comtés de Charlton, Ware et Clinch en Géorgie a dépassé 67 millions de dollars. Le refuge compte 16 employés et un budget de 1 451 000 $ pour l'exercice 2005. Le refuge gère également la réserve nationale de faune de Banks Lake. Des incendies ont dévasté une partie du refuge en 2007,.

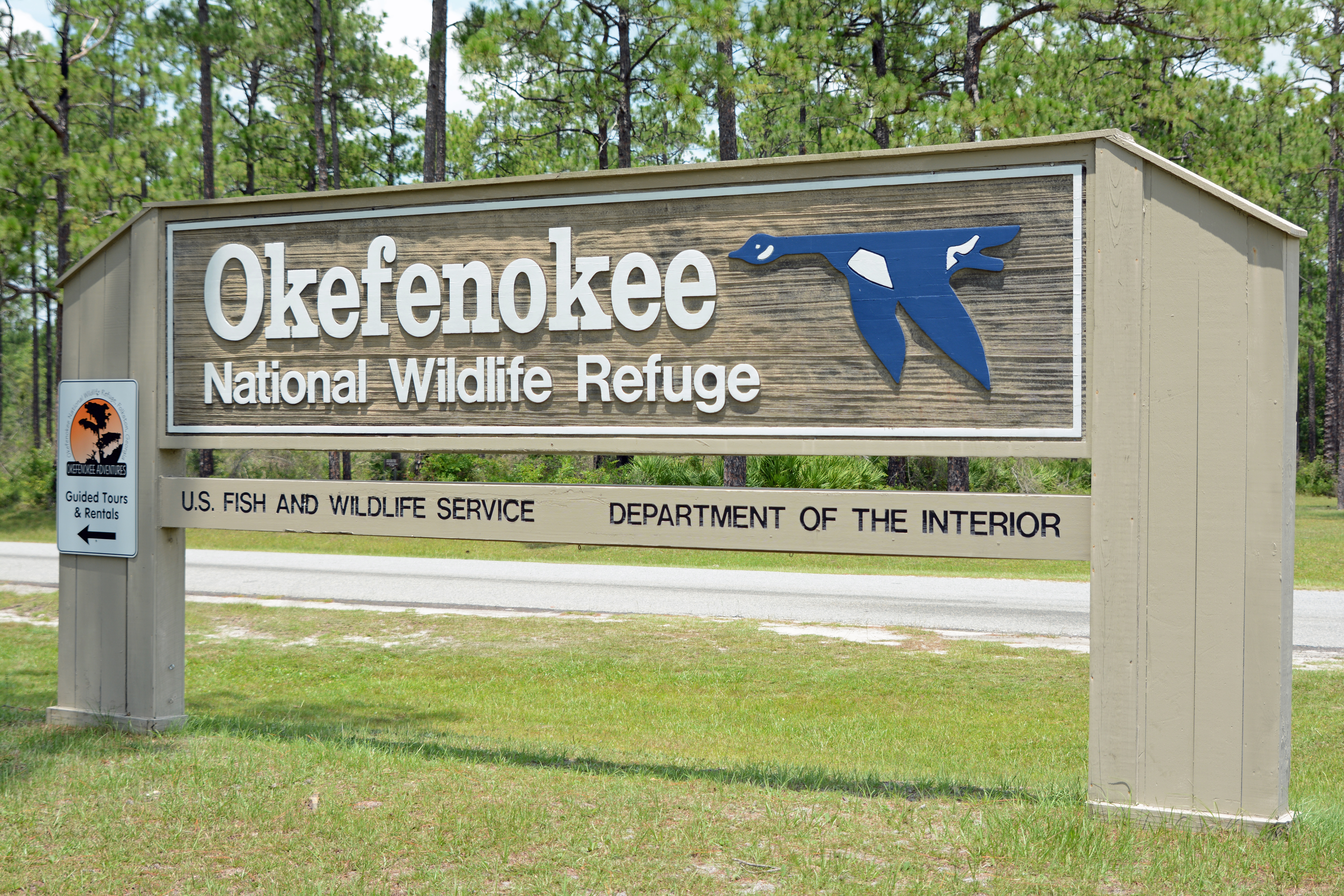
Refuge faunique national d'Okefenokee

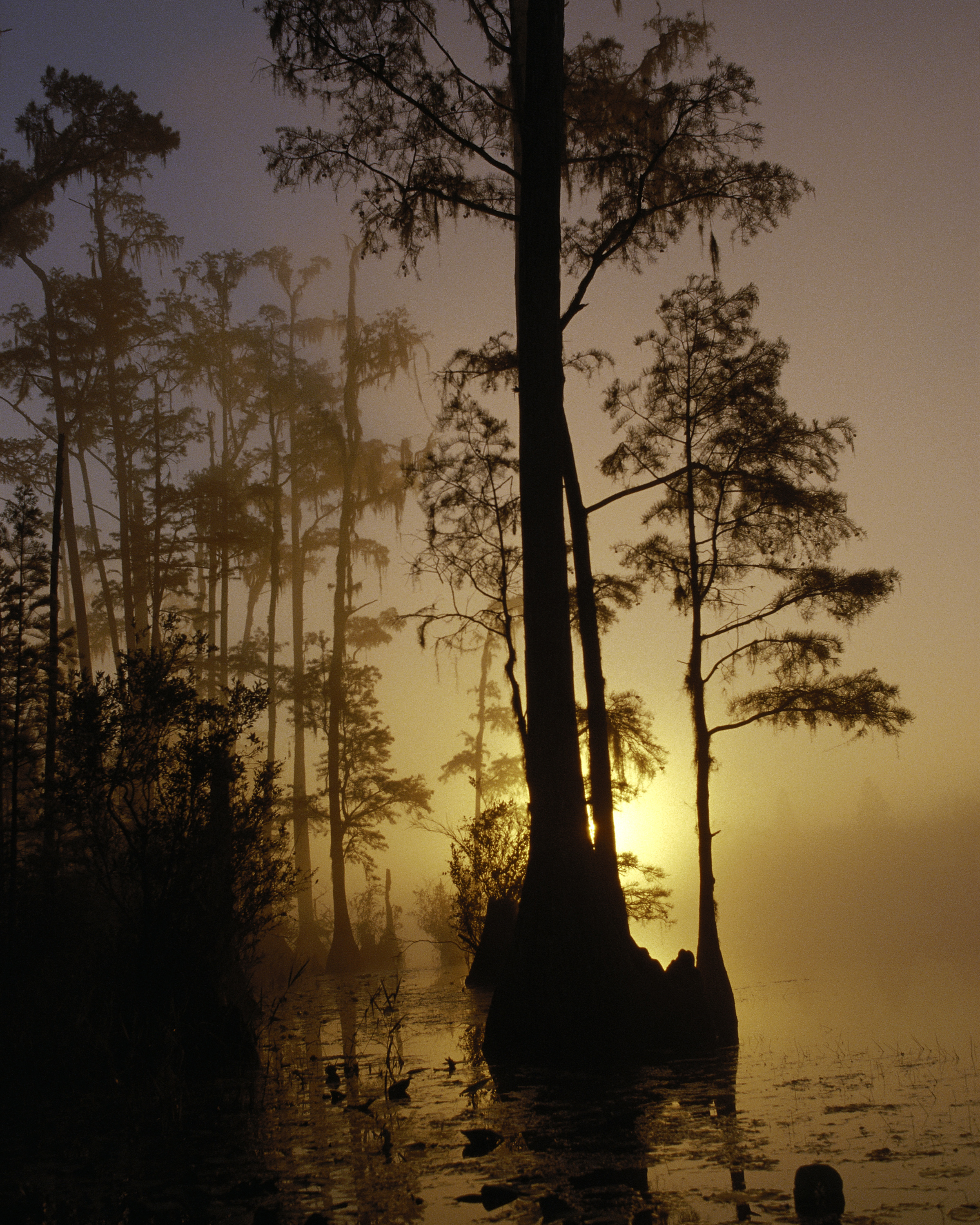
Refuge faunique national d'Okefenokee

En 1937, le président Franklin Delano Roosevelt a établi le refuge, le désignant comme «refuge et lieu de reproduction pour les oiseaux migrateurs et autres animaux sauvages». La création du refuge d'Okefenokee en 1937 a marqué l'aboutissement d'un mouvement qui avait été lancé au moins 25 ans plus tôt par un groupe de scientifiques de l'université Cornell qui reconnaissaient les valeurs éducatives, scientifiques et récréatives de cette région unique.  
En 1974, afin d'assurer davantage la protection de cet écosystème unique, les sections intérieures du refuge ont été désignées zone nationale de nature sauvage.  
En 1986, le refuge d'Okefenokee a été désigné par la convention de Ramsar sur les zones humides comme zone humide d'importance internationale. 

## Géographie

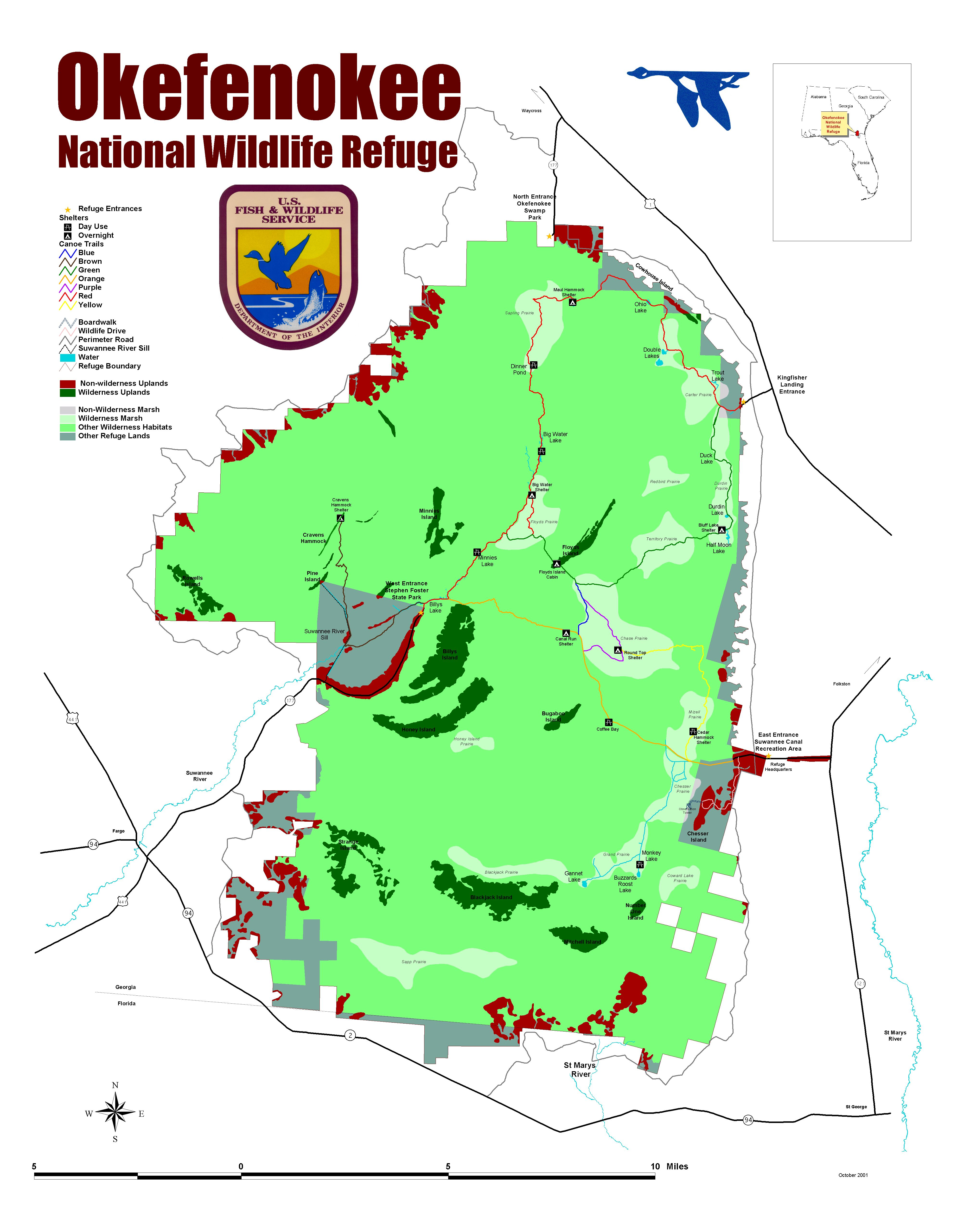
Carte d'Okefenokee NWR

Okefenokee NWR a une limite d'acquisition approuvée de 2102 km², soit 500 km 2 de plus grande que sa superficie actuelle. Environ 1500 km 2 des marais d'Okefenokee sont incorporés au refuge. 1432 km 2 dans le marais ont été désignés comme l'Okefenokee Wilderness, une partie du National Wilderness Preservation System lorsque l'Okefenokee Wilderness Act a été adopté en 1974, ce qui en fait le troisième plus grand lieu sauvage protégé à l'est du Mississippi.  
Le marais d'Okefenokee est une vaste tourbière à l'intérieur d'une énorme dépression en forme de soucoupe qui faisait autrefois partie du fond de l'océan. Le marais se trouve maintenant à 39 mètres au dessus du niveau moyen de la mer. Les Amérindiens ont nommé la région « Okefenokee » qui signifie « territoire de la Terre tremblante ». Les habitats marécageux comprennent des « prairies » humides et ouvertes, des forêts de cyprès, une végétation de broussailles, des îles des hautes terres et des lacs ouverts. 
Le marais d'Okefenokee est l'un des plus grands écosystèmes d'eau douce intacts au monde. Il a été désigné zone humide d'importance internationale par les Nations unies en vertu de la convention de Ramsar de 1971. Le marais est comparé par la recherche aux zones humides du monde entier. Il est mondialement connu pour ses populations d'amphibiens qui sont des bio-indicateurs de la santé mondiale. L'eau de la zone de la rivière Suwannee est utilisée comme référence standard par les scientifiques du monde entier.  
Le marais contient de nombreuses îles et lacs, ainsi que de vastes zones d'habitat non boisé. Les Prairies couvrent environ 240 km² du marais. Une fois boisées, ces étendues de marais ont été créées pendant les périodes de sécheresse sévère lorsque les incendies ont brûlé la végétation et les couches supérieures de tourbe. Les prairies abritent une variété d'oiseaux échassiers: hérons, aigrettes, ibis, grues et butors.  

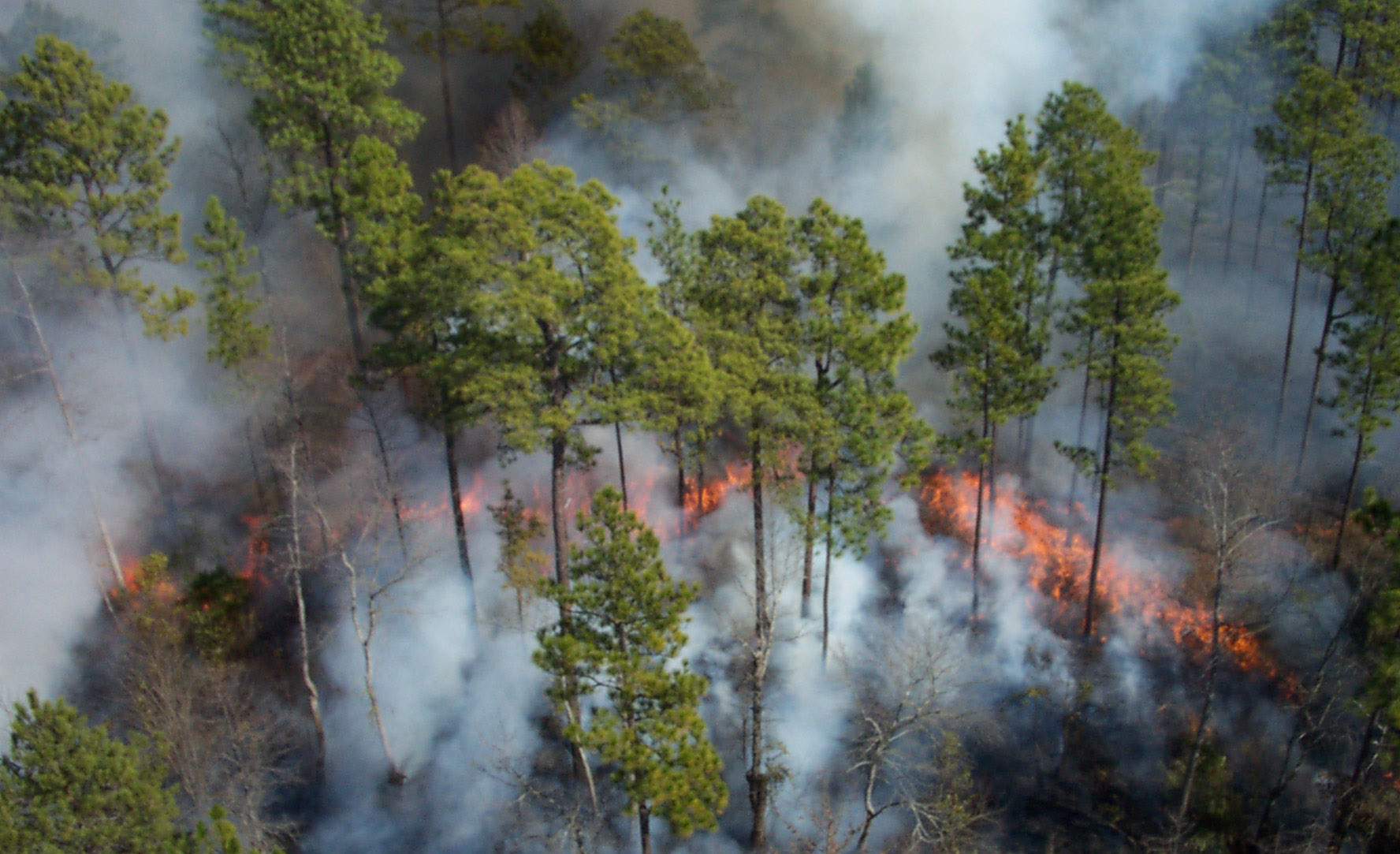
Brûlage contrôlé à Okefenokee NWR

Le personnel du refuge gère 130 km 2 de hautes terres qui sont en cours de restauration dans un habitat autrefois abondant de pins à longues feuilles et de graminées. 
Le personnel et les bénévoles du refuge travaillent à préserver les qualités naturelles du marais, à fournir un habitat à une grande variété d'animaux sauvages et à offrir des possibilités de loisirs aux visiteurs. Ils effectuent également des brûlages contrôlés dans les hautes terres, éclaircissent les forêts, créent des ouvertures fauniques, plantent des pins à longues feuilles et surveillent, gèrent et améliorent les populations et l'habitat fauniques.  

## Faune et espèces protégées

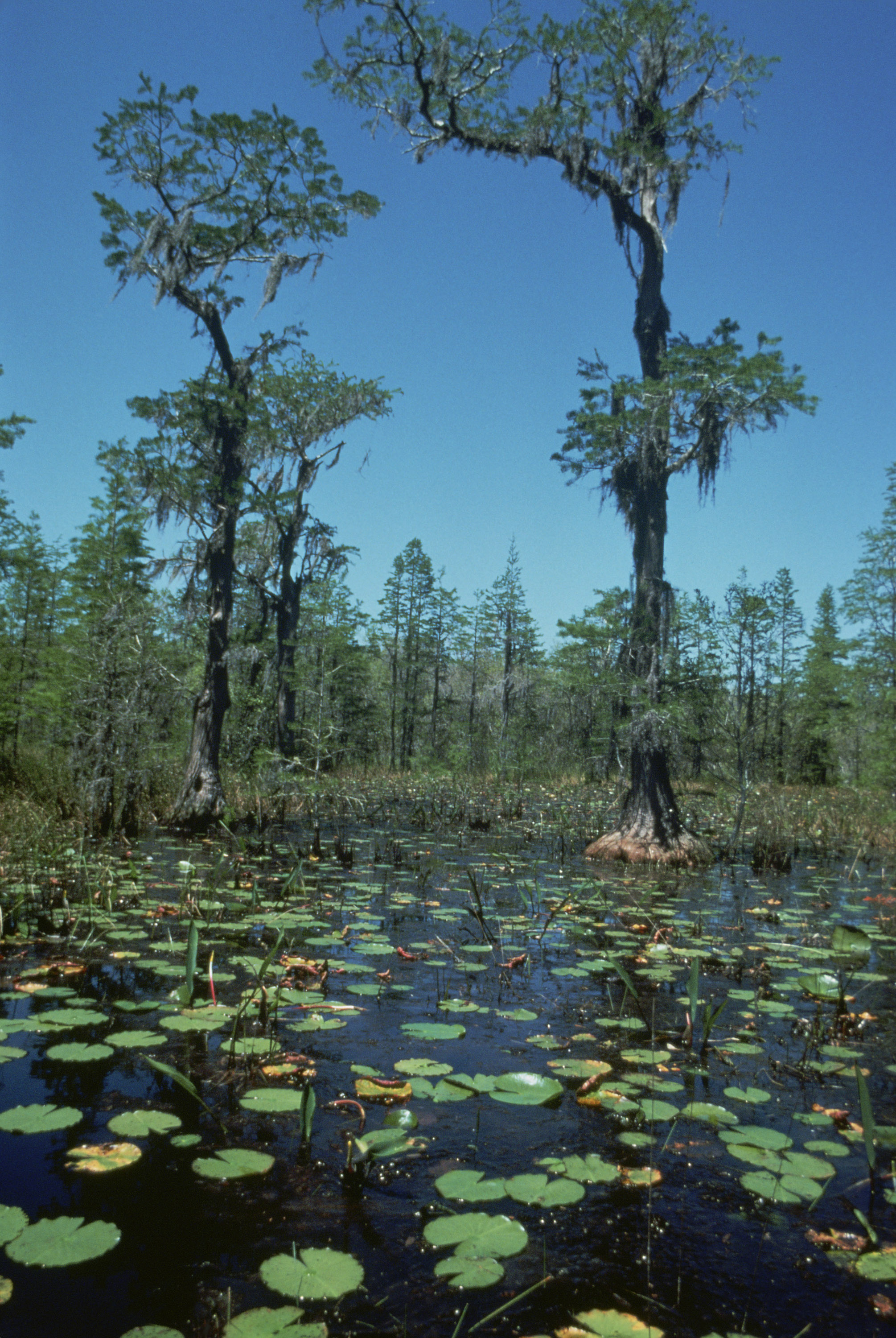
Refuge faunique national d'Okefenokee

Avec ses habitats variés, l'Okefenokee est devenu une zone connue pour son abondance de plantes et d'animaux. Il y a 621 espèces de plantes poussant dans le marais. Les animaux comprennent 39 poissons, 37 amphibiens, 64 reptiles, 234 oiseaux et 50 mammifères. Le marais d'Okefenokee est mondialement connu pour ses populations d'amphibiens qui sont des bio-indicateurs de la santé mondiale. 
Le parc est célèbre pour ses alligators. Les espèces sauvages comprennent les ratons laveurs, les échassiers, les canards, les alligators et autres reptiles, une variété d'amphibiens, les loutres de rivière, les lynx roux, les rapaces, les renards rouges, les sangliers, les visons, les cerfs de Virginie, les renards gris, les mouffettes rayées, les ours noirs et les oiseaux chanteurs. 
L'habitat des marais abrite également des espèces menacées et en voie de disparition, telles que les pics à tête rouge, les tantales d'Amérique, les serpents indigo, les tortues gophères et une grande variété d'autres espèces sauvages,. 

## Installations

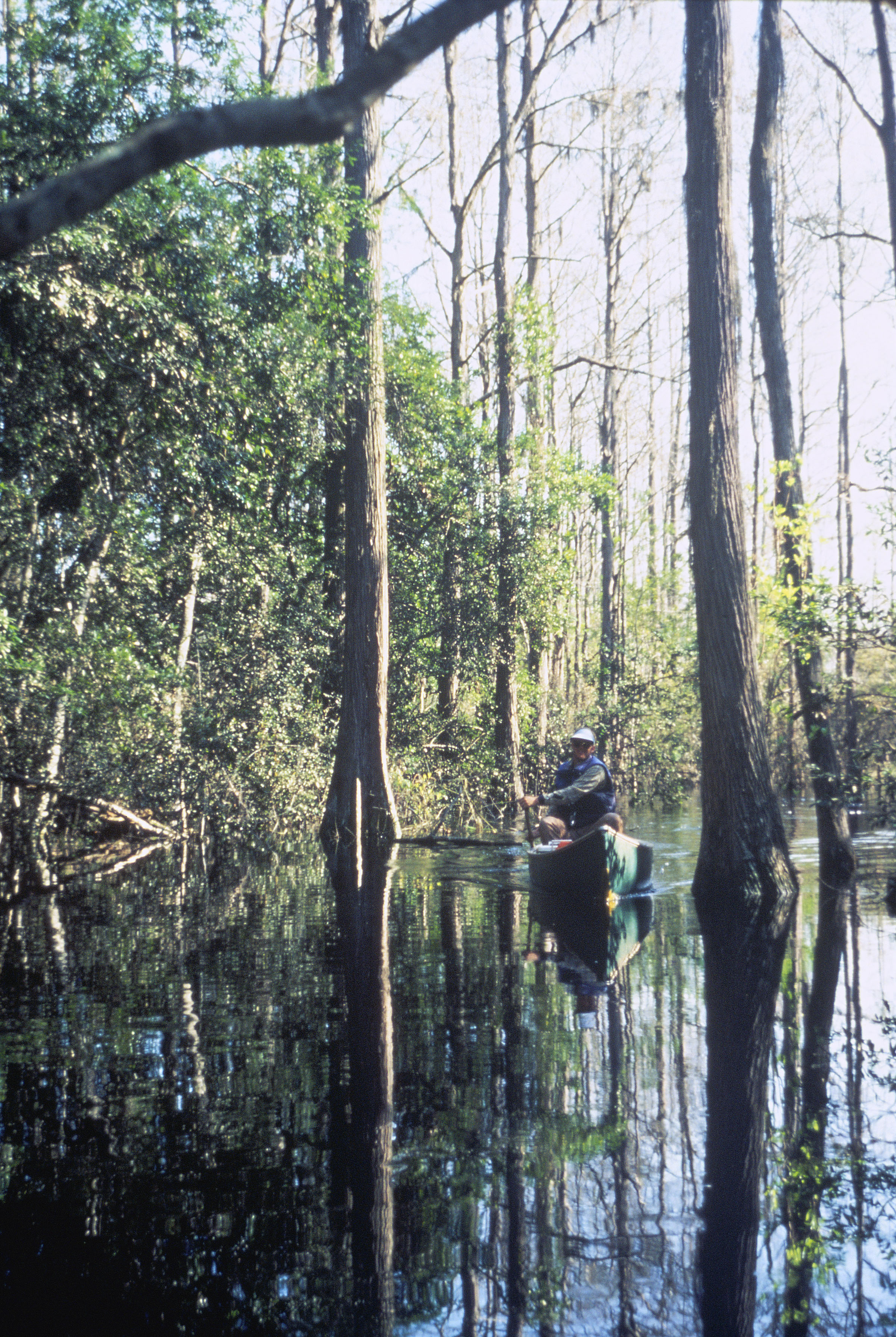
Canoë dans la région d'Okefenokee NWR

Il existe des possibilités de randonnée, de chasse, de pêche, de canoë, de canotage, de photographie et d'observation de la faune. 

### Centre de visiteurs
Le centre d'accueil des visiteurs Richard S. Bolt de la réserve nationale de faune d'Okefenokee (NWR) a été construit en 1967.  

### Chesser Island
À la fin du 19e siècle, WT Chesser et sa famille se sont installés sur une petite île à l'est du marais d'Okefenokee. Il s'est installé sur une île de 2 km², maintenant connue sous le nom de Chesser Island. La propriété Chesser habite toujours sur l'île. Le dernier des Chessers a quitté l'île en 1958, mais de nombreux membres de la famille Chesser restent dans la région.  

### Voir également
- Feu de broussailles Bugaboo
- Liste des refuges nationaux de faune
- Marais d'Okefenokee